# Проституция в Европе

Проституция легальна и регулируется, бордели легальны и регулируются
Проституция легальна и регулируется, но бордели нелегальны
Проституция легальна, но не регулируется, бордели нелегальны
Проституция нелегальна: клиенты подлежат уголовному преследованию, но не проститутки
Проституция нелегальна: проститутки подлежат административному, уголовному преследованию
Нет данных

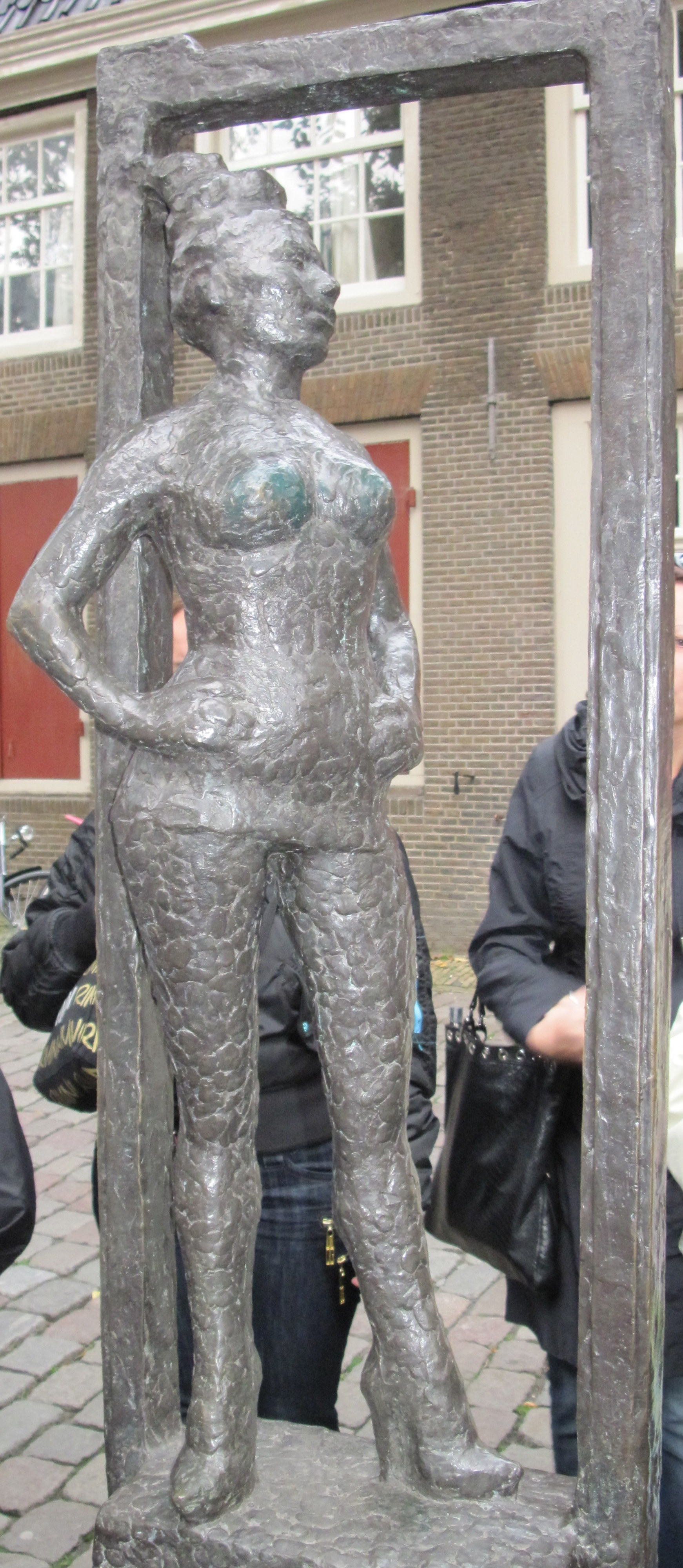
Belle (скульптура) — памятник секс-работнице в Амстердаме

Проституция в Европе претерпела метаморфозы с приходом христианства: религия осудила проституцию, но при этом законодательство лицензировало публичные дома:
В средневековых городах Западной Европы проституция обычно находилась под официальным покровительством. Например, в средневековой Англии покровителем борделей вначале был епископ Винчестерский, а позже парламент.
Сегодня в разных странах Европы разное регулирование — от полной легализации до полного запрета и до наказания пользователей проституции. В 2014 году Европейский парламент издал резолюцию, которая назвала проституцию нарушением человеческого достоинства, противоречащим принципам прав человека.

## Современная Европа
Проституция полностью легализована и регулируется в семи странах Европы (Нидерланды, Германия, Австрия, Швейцария, Греция, Турция и Бельгия). В остальных странах либо действуют ограничения (например запрет борделей, сутенерства, как в Венгрии и Латвии), либо наказание для клиентов/пользователей проституции, либо полный запрет на проституцию. Процент торговли людьми в проституции существенно выше в тех странах ЕС, где проституция легализирована/регулируется и в некоторых странах восточной части ЕС.
Исследователи проблемы из Белоруссии отмечают:
Среди стран Восточной Европы одной из первых проституцию легализовала Венгрия. Там профессия проститутки приравнена к «индивидуальной трудовой деятельности» и регулируется законами малого бизнеса.
В западных европейских странах к проблеме проституции относятся по-разному. В некоторых государствах — Голландии, Швейцарии, Дании, Италии — она является легальной профессией. Считается, что именно Голландия преуспела в этом вопросе и её опыт едва ли не показательный. В этой стране женщины и мужчины, зарабатывающие на жизнь своим телом, получили равные права со всеми остальными работающими гражданами. Они платят налоги, а взамен получают право на медицинскую страховку, накопительную пенсию и отпускные.

В Швеции, Норвегии, Франции, Северной Ирландии, Республике Ирландии и Исландии с точки зрения закона правонарушение совершает клиент/пользователь, а не проститутка.
В Чехии власти относятся к проституции терпимо.
Правительство Испании объявило о смене курса по отношению к проституции, намереваясь принять модель наказания пользователей проституции. Схожие процессы происходят в Германии, Нидерландах и других странах Европы.

### Проституция в Австрии

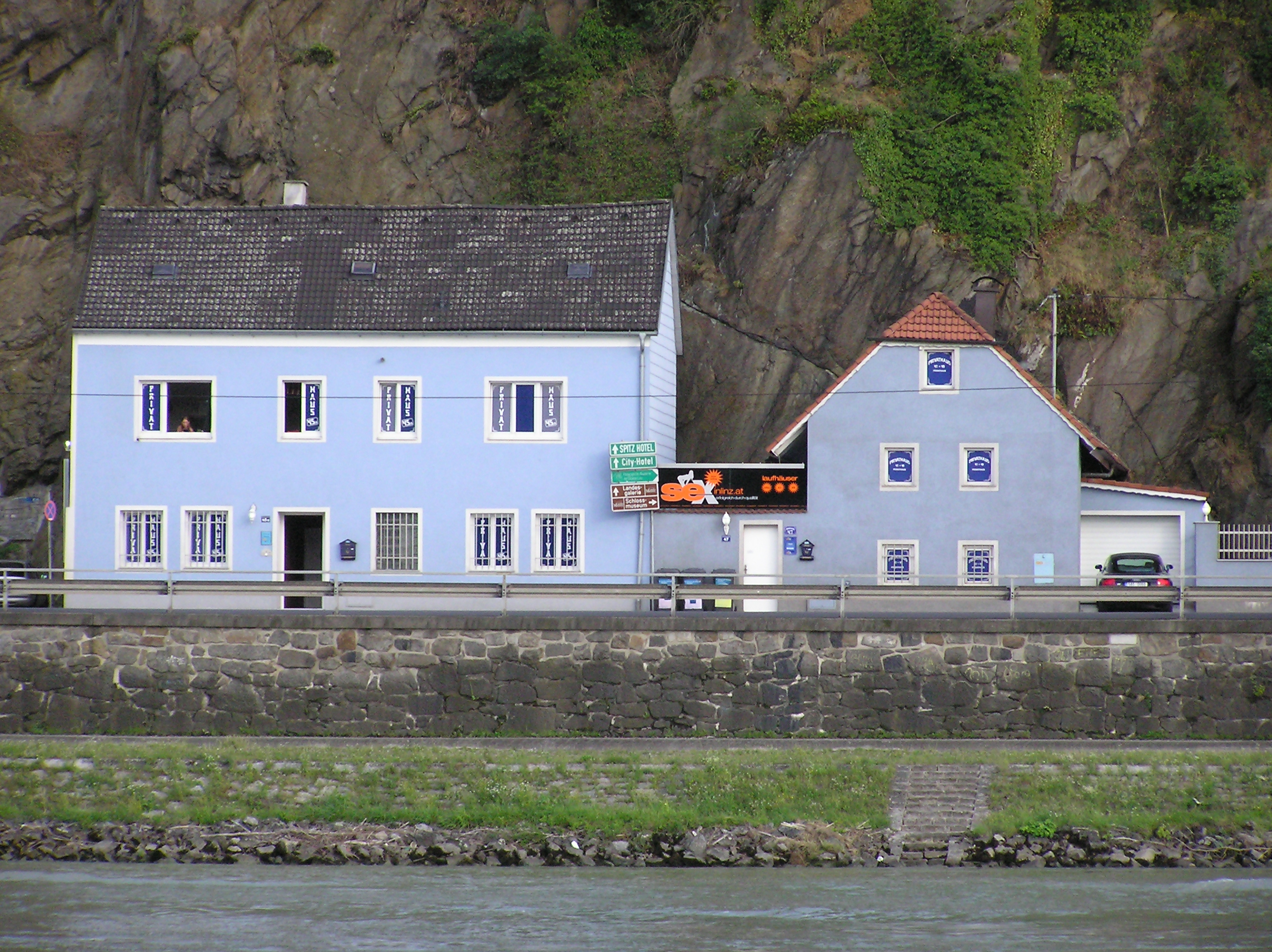
Бордель в Линце

Большинство официально практикующих здесь проституток — из стран Восточной Европы.

### Проституция в Азербайджане
Проституция в Азербайджане нелегальна.

### Проституция в Албании
Проституция в Албании нелегальна. За сутенёрство полагается наказание от 5 до 15 лет лишения свободы, самим проституткам и (после 1 марта 2012 года) их клиентам грозит до трёх лет.

### Проституция в Андорре
Проституция в Андорре нелегальна.

### Проституция в Армении
Проституция является административным правонарушением и карается штрафом. Содержание борделя является уголовным преступлением и наказауемо (до 10 лет заключения).

### Проституция в Белоруссии
Нелегальна, но практикуется.
Занятие проституцией в Белоруссии было запрещено указом Верховного Совета 23 июня 1987 года. Оно является административным правонарушением и согласно статье 17.5 КоАП РБ влечёт наложение штрафа или (с 10 ноября 2008 года) административный арест на срок до 15 суток.

### Проституция в Бельгии

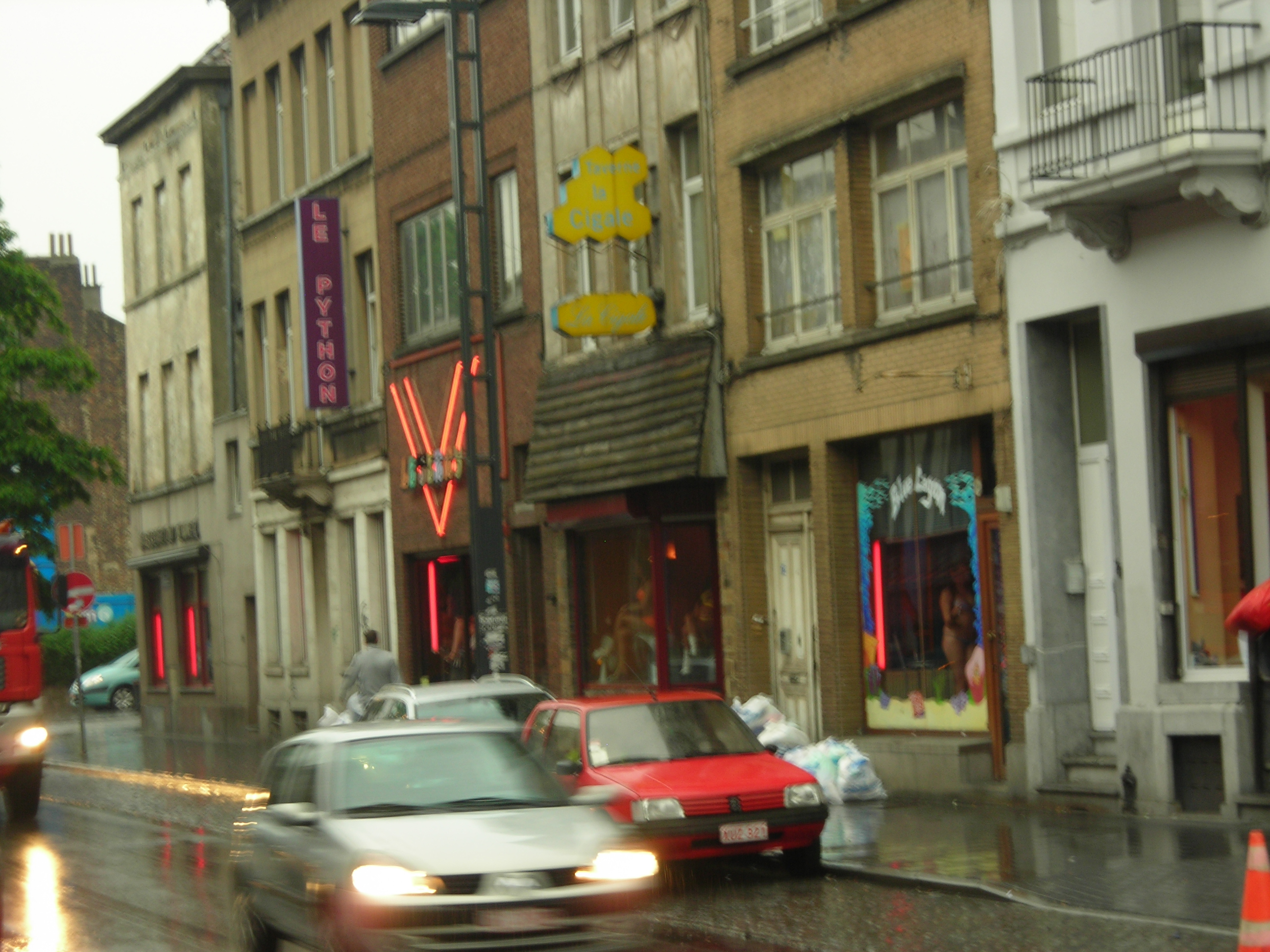
Проститутка в Антверпене

Проституция легализована в стране, но содержание публичных домов запрещено, равно как и помощь иммигрантам в устройстве на такого рода работу.
Согласно докладу организации RiskMonitor foundation, около 70 % бельгийских проституток — иммигрантки из Болгарии.

### Проституция в Боснии и Герцеговине
До 10 лет тюрьмы за содержание/организацию борделей.

### Проституция в Великобритании

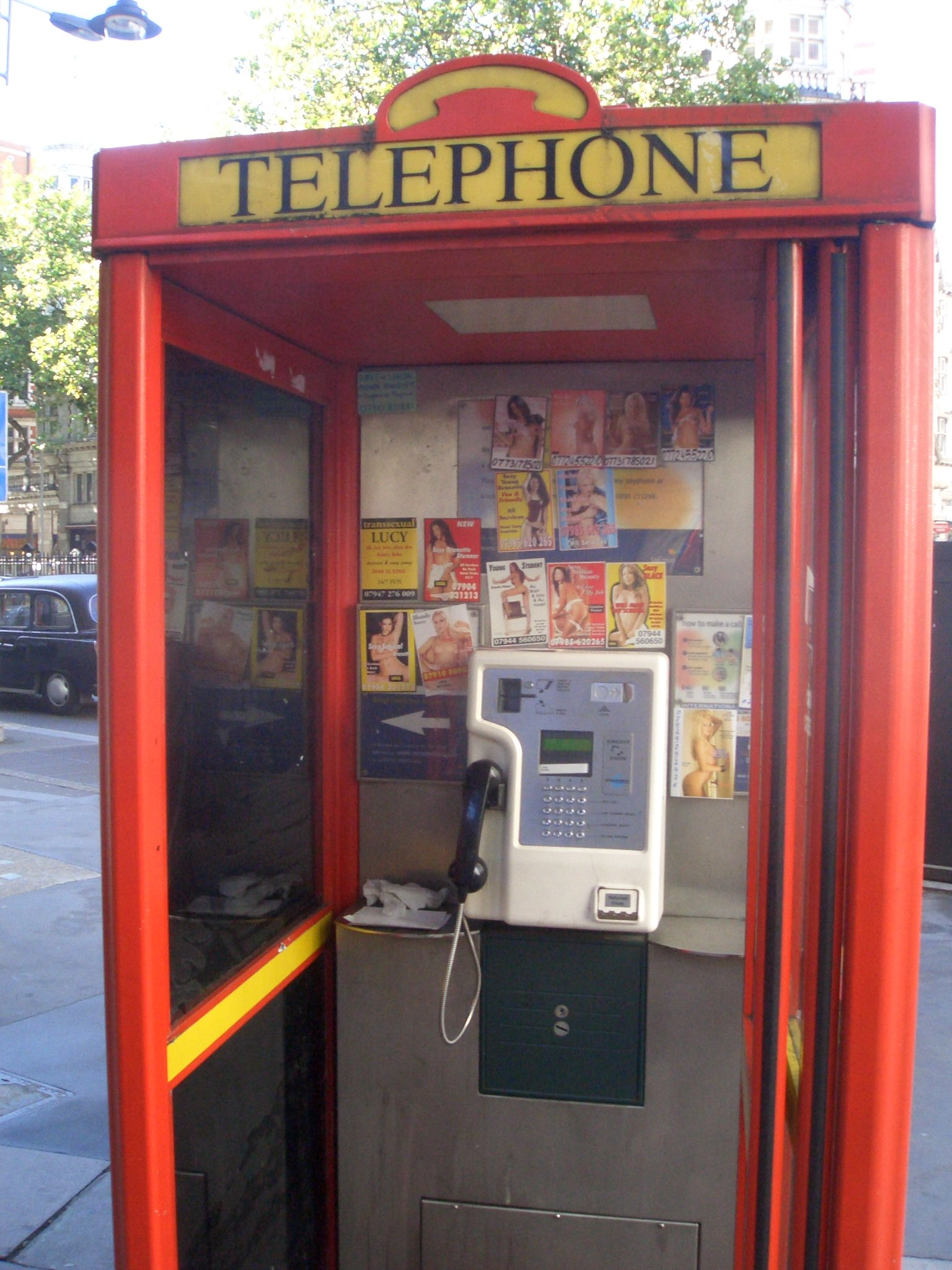
Объявления проституток в телефонной будке: такая реклама не является законной, но в Англии широко практикуется

Проституция в Великобритании является легальной деятельностью, но с 2009 года контакт с проституткой, которую принудили заниматься торговлей телом, уголовно наказуем, даже если клиент не осведомлён о насильственном характере работы.

### Проституция в Германии
В 2002 году проституция легализована в Германии для граждан Евросоюза. Бордели законны. Смягчение законодательства в отношении проституции произведено также в Швейцарии, Италии, Венгрии.

### Проституция в Греции
Проституция в Греции легальна с 18 лет. Люди, занимающиеся проституцией, могут работать только в государственных публичных домах (называемых студиями).

### Проституция в Грузии
Проституция в Грузии является нелегальной деятельностью, но практикуется повсеместно, особенно в Тбилиси.

### Проституция в Испании
Отношение к ремеслу терпимое. Запрещено владеть и/или управлять публичными домами с 1956 года, но в стране много т. н. «клубов», которые полулегально функционируют в качестве борделей.
Около 90 % местных проституток — иностранки. Только в Италии зафиксирована столь же высокая доля проституток-иммигранток.

### Проституция в Италии
20 февраля 1958 года итальянский парламент большинством в 385 против 115 (против голосовали, в частности, монархисты и Итальянское социальное движение) принял Закон об отмене регламентации проституции и борьбе с эксплуатацией проституции других лиц. По имени своей лоббистки закон получил название «Закон Мерлин». Закон запрещает не только торговлю женщинами и эксплуатацию проституции, но и любые формы пособничества и подстрекательства к ней, как с корыстными целями, так и без них.
Практически узаконена уличная проституция:
В Италии нет публичных домов, но в частном порядке оказывать секс-услуги не запрещается. Наказывают только сутенёров и торговцев людьми.

### Проституция в Казахстане
Проституция в Казахстане разрешена, но запрещены настойчивые приставания в общественных местах и сводничество, то есть посредничество между мужчиной и женщиной для содействия их вступлению в сексуальную связь (содержание борделей, предоставление помещений для занятий проституцией и пр.).

### Проституция в Латвии
Разрешена. Проститутки должны быть совершеннолетними, иметь справку о состоянии здоровья и могут оказывать сексуальные услуги только в собственных или съёмных жилых помещениях. Численность проституток в 2005 году оценивалась в пределах 10-30 тысяч. По сообщениям ряда западных СМИ, Латвия является популярным местом секс-туризма.

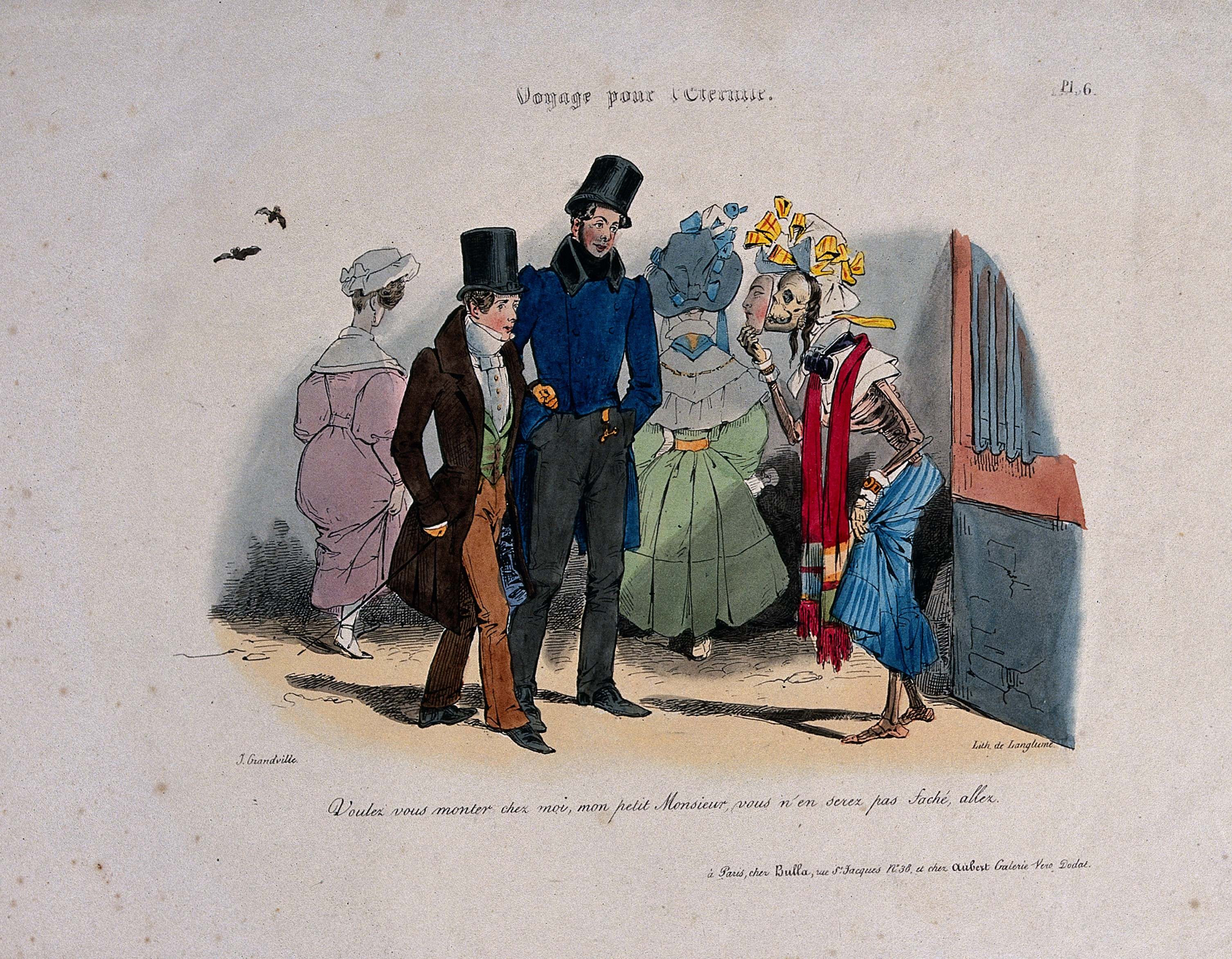
Рисунок, предупреждающий об опасности половых связей с проститутками

### Проституция в Литве
Умеренные штрафы.

### Проституция в Лихтенштейне
Отношение к ремеслу терпимо, если это не «уличная проституция».

### Проституция в Люксембурге
Ремесло легально, но доход от содержания публичных домов считается преступным. Торговля людьми сурово карается.

### Проституция на Мальте
Возможно наказание (до двух лет тюрьмы) за содержание борделя. По закону за вовлечение в проституцию несовершеннолетних предусмотрено наказание до шести лет заключения.

### Проституция в Молдавии
Занятие проституцией запрещено 27 июля 1987 года. До 31 мая 2009 года за это полагался штраф или административный арест на срок до 30 суток, потом административный арест заменили неоплачиваемым трудом в пользу общества на срок от 20 до 40 часов. 29 декабря 2005 года было решено, что санкции не распространяются на жертв торговли людьми; новый Закон «О правонарушениях» дал этой норме более широкую формулировку: «лицо, привлечённое к занятию проституцией вопреки своему желанию».
Проституция в Приднестровской Молдавской Республике карается только штрафом, однако такой оговорки, как в молдавском законодательстве, там нет.

### Проституция в Нидерландах

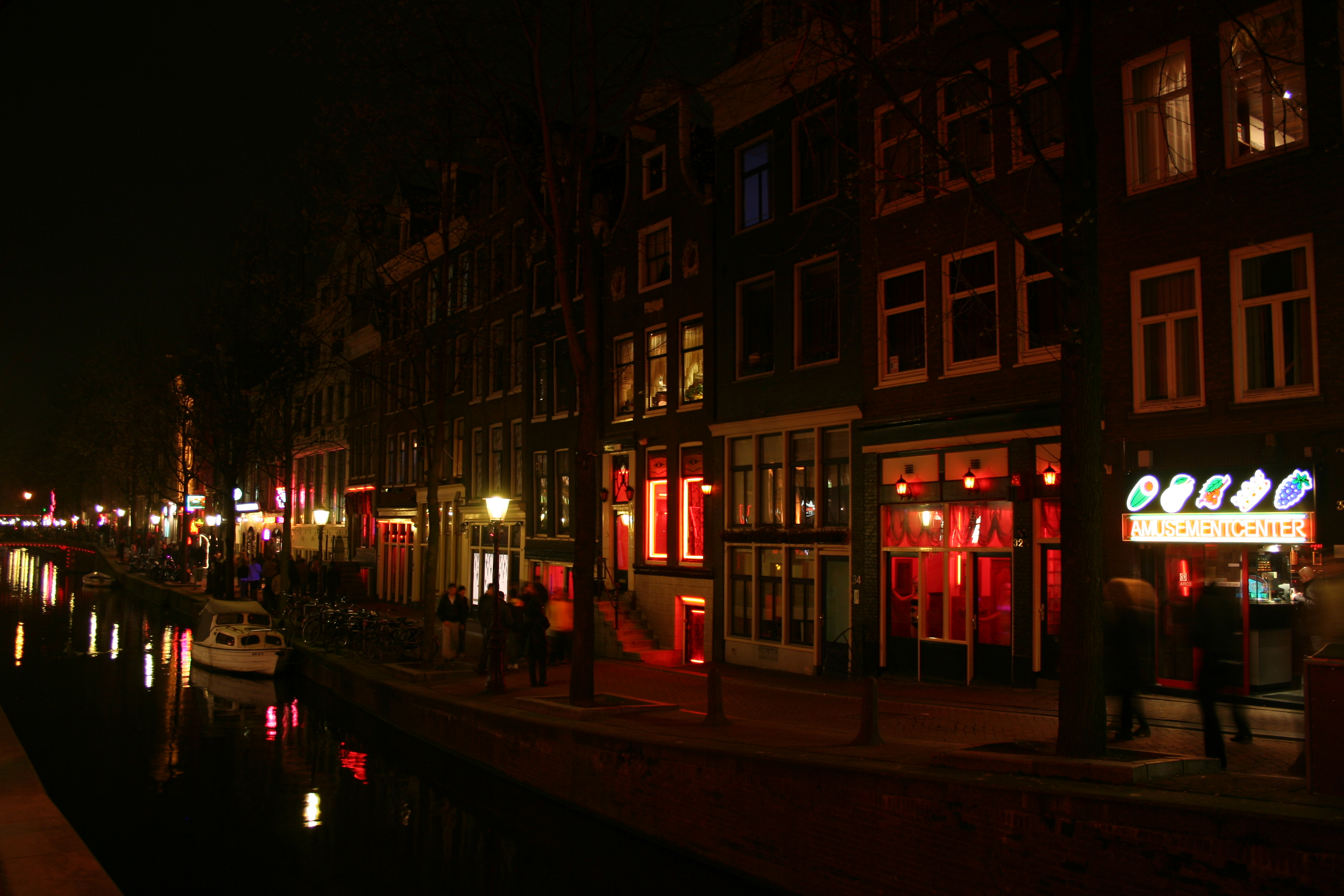
Квартал красных фонарей в Амстердаме

С 2000 года проституция легализована в Нидерландах — разрешено открывать публичные дома.
Многие годы власти утверждали, что легализация борделей — это решение всех проблем, связанных с секс-индустрией. В 2007 году мэр Амстердама Йоб Кохен признал, что легализация была ошибкой:
Мы хотим частично отменить её, особенно в плане эксплуатации женщин в секс-индустрии. В последнее время мы получаем все больше и больше сигналов о том, что насилие в этой области все еще продолжается
Согласно заявлению мэра Амстердама, несмотря на то, что проституция здесь легализована, в центре города «предоставляется слишком много сексуальных услуг», что «притягивает криминал, в частности, торговлю людьми и сексуальную эксплуатацию».

### Проституция в Норвегии
Регламентация проституции отменена в 1887 году.
2 января 2009 года здесь вступил в силу закон, который вводит наказания за пользование услугами проституток. Гражданам Норвегии, которых поймают за оплатой услуг проституток в самой стране или за границей, грозит крупный штраф или шесть месяцев тюремного заключения. Если речь идет о проституции несовершеннолетних, то нарушителям грозит тюремное заключение до трёх лет. В то же время норвежское законодательство предусматривает наказания за сутенерство и торговлю людьми. Таким образом, власти хотят положить конец секс-туризму и уличной проституции.

### Проституция в Польше
Проституция в Польше официально не запрещена, но при этом запрещены бордели и сутенерство. Широко распространена полулегальная реклама интимных услуг в газетах в разделах «Здоровье», «Досуг» и «Развлечения».

### Проституция в России
Нелегально присутствует. Организация борделей запрещена и является уголовно наказуемой, что не означает их отсутствия.

### Проституция в Турции
Проституция в Турции легальна. 
Согласно турецкому законодательству, женщина, желающая заниматься проституцией, должна зарегистрироваться и получить идентификационную карту с данными о состоянии здоровья. Зарегистрированная проститутка должна регулярно проходить проверки на наличие венерических заболеваний. Полиция по идентификационной карте проверяет подлинность регистрации проститутки, определяет, прошла ли она вовремя медицинское освидетельствование. В случае, если она его не прошла, полиция направляет женщину на обследование.
Однако большинство проституток в Турции не зарегистрировано, так как муниципальные органы власти искусственно создают препятствия для регистрации.

### Проституция на Украине

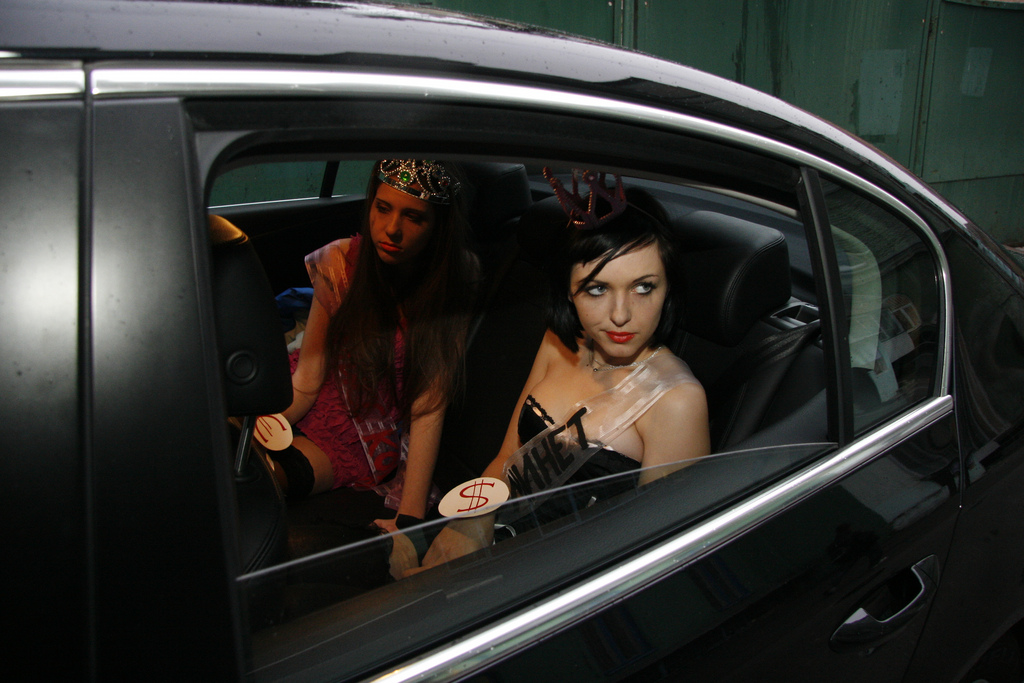
Активистки движения FEMEN, выступающие против проституции. Киев, 5 декабря 2009 года

Распространена. Секс-туризм на Украине существует как нелегальная индустрия. 12 января 2005 года Верховная рада Украины ужесточила наказание за организацию борделей. Однако усилия правоохранительных органов малоэффективны.

### Проституция в Финляндии
Проституция официально не запрещена, но при этом действует запрет на устройство борделей и сутенерство. Также уголовно наказуема покупка сексуальных услуг у жертв торговли людьми, у проституток, действующих под контролем сутенёров и у лиц моложе 18 лет. Купля-продажа в публичных местах наказывается штрафом. По большей части проституция распространена в Хельсинки и столичном регионе.

### Проституция во Франции
4 декабря 2013 года Франция приняла закон о штрафах для лиц, покупающих сексуальные услуги. За попытку воспользоваться платными сексуальными услугами вводится штраф от 1,5 до 3 тысяч евро.
На 2003 год примерно 15 000 — 20 000 женщин работали в стране как проститутки.

### Проституция в Чехии
Торговля телом не под запретом, но организация борделей считается преступлением.

### Проституция в Швейцарии
С 1942 года проституция легальна и регулируема законодательством, заниматься проституцией могут лица не моложе 18 лет. Бордели подлежат лицензированию.

### Проституция в Эстонии
В 1998 году полиция зарегистрировала 268 женщин, задержанных в гостиницах при оказании услуг сексуального характера.
На 2006 год в стране работало около трёх тысяч проституток:
При этом Эстония стала страной экспорта и транзита проституции. Три четверти проституток живёт в Таллине или в северо-восточной Эстонии, примерно половина проституток замужем или имеют постоянного партнёра, у трети есть дети, как правило, один ребёнок.
Как выяснили исследователи, треть «жриц любви» зарабатывает 9—15 тыс. крон в месяц и выше, 24 % — 5—9 тыс. крон, 29 % — около 5 тыс. крон.